# Reborn in Chaos
Reborn in Chaos je kompilacija sastava Vader. Diskografska kuća Baron Records objavila ga je u kasetnoj inačici 1996. Ovaj album sadrži pjesme iz demoalbuma Necrolust i Morbid Reich.

## Popis pjesama
| 1. | »Decapitated Saints« | 3:33 |
| 2. | »Reborn in Flames«   | 4:08 |
| 3. | »The Final Massacre« | 4:33 |
| 4. | »The Wrath«          | 3:57 |

| Strana B | Strana B                               | Strana B | Strana B | Strana B | Strana B | Strana B | Strana B | Strana B | Strana B |
| Br.      | Skladba                                | Trajanje |          |          |          |          |          |          |          |
| -------- | -------------------------------------- | -------- | -------- | -------- | -------- | -------- | -------- | -------- | -------- |
| 5.       | »From Beyond« (instrumentalna skladba) | 1:02     |          |          |          |          |          |          |          |
| 6.       | »Chaos«                                | 4:27     |          |          |          |          |          |          |          |
| 7.       | »Vicious Circle«                       | 2:49     |          |          |          |          |          |          |          |
| 8.       | »Breath of Centuries«                  | 4:16     |          |          |          |          |          |          |          |
| 9.       | »The Final Massacre«                   | 4:48     |          |          |          |          |          |          |          |
| 10.      | »Reign-Carrion«                        | 6:03     |          |          |          |          |          |          |          |
| 39:36    |                                        |          |          |          |          |          |          |          |          |

## Zasluge
Vader
- Peter – vokal, gitara, bas-gitara
- Doc – bubnjevi
- Jackie – bas-gitara

Ostalo osoblje
- Włodzimierz Iliaszewicz – inženjer zvuka
- Grzegorz Piwkowski – mastering
- Graal – grafički dizajn, umjetnički smjer
- Waldemar Bronakowski – fotografije
- Cezary "Czarek" Alończyk – inženjer zvuka (asistent, Strana B)
- Ryszard Szmit – inženjer zvuka (asistent, Strana B)
- Andrzej Włodarski – inženjer zvuka (Strana B)
- Mariusz Kmiołek – produkcija (Strana B)